# Limnophora brunneisquama
Limnophora brunneisquama är en tvåvingeart som beskrevs av Fang-Hong Mu och Zhang 1990. Limnophora brunneisquama ingår i släktet Limnophora och familjen husflugor. Inga underarter finns listade i Catalogue of Life.